# John Ryan
John Ryan (* 10. listopadu 1934) je bývalý britský a irský zápasník–judista. Pochází z irského hrabství Mayo. Žil a trénoval judo v Londýně v klubu Renshuden. Irsko reprezentoval od roku 1963, kdy byla v Dublinu založena Irská judistická asociace. V roce 1964 se účastnil olympijských her v Tokiu v kategorii bez rozdílu vah. Byl papírovým favoritem v základní skupině, ale nestačil na mladého Australana Teda Boronovskise. V opravách neuspěl proti Japonci Akio Kaminagovi a obsadil páté místo.